# Balked at the Altar
Balked at the Altar è un cortometraggio del 1908 diretto da David W. Griffith qui alla sua tredicesima regia. Mabel Stoughton, la protagonista, girò solo altri due film, ambedue diretti da Griffith. Nel cast, tra gli interpreti, appare anche il nome di Mack Sennett al suo debutto come attore.

## Trama
Una giovane prende al laccio un corteggiatore e lo costringe a portarla all'altare. Lui scappa via, ma è scovato dalla ragazza solo per essere rifiutato.

## Produzione
Prodotto dalla American Mutoscope & Biograph, il film - un cortometraggio di dodici minuti circa - fu girato in esterni nel New Jersey, a Fort Lee, il 29 e il 30 luglio 1908.

## Distribuzione
Il copyright del film, richiesto dall'American Mutoscope and Biograph Co., fu registrato il 15 agosto 1908 con il numero H114598. Il film uscì nelle sale il 25 agosto 1908. Una copia della pellicola (un positivo 35 mm) si trova conservata negli archivi della Library of Congress.
Nel 2003, fu distribuito in DVD dalla Grapevine, inserito in un'antologia di cortometraggi con altri dieci titoli dei primi film di Griffith - per un totale di 102 minuti - dal titolo D.W. Griffith, Director Volume 1 (1908-1909).